# Tillandsia stenoura
Tillandsia stenoura är en gräsväxtart som beskrevs av Hermann August Theodor Harms. Tillandsia stenoura ingår i släktet Tillandsia och familjen Bromeliaceae.

## Underarter
Arten delas in i följande underarter:
- T. s. mauroi
- T. s. stenoura
- T. s. tripinnata